# Maximiliano Richeze
Ariel Maximiliano Richeze Araquistain (* 7. März 1983 in Buenos Aires) ist ein ehemaliger argentinischer Radrennfahrer.

## Sportliche Karriere
Im Bahnradsport wurde Richeze 2003 argentinischer Meister im 1000-m-Zeitfahren. Auf der Straße gewann er 2004 eine Etappe der Vuelta Ciclista Por Un Chile Líder und damit sein erstes internationales Eliterennen. Im Jahr 2005 wurde er panamerikanischer U23-Meister im Straßenrennen.
Anschließend erhielt Richeze 2006 beim italienischen Professional Continental Team Ceramiche Panaria-Navigare seinen ersten Vertrag bei einem internationalen Radsportteam, für das er die erste Etappe der Tour de Langkawi 2006, einem Rennen hors categorie. Er bestritt mit dem Giro d’Italia 2006 seine erste Grand Tour und konnte sich bei Sprintankünften sechsmal unter den ersten 10 platzieren. Beim Giro d’Italia 2007 war er jeweils im Massensprint zweimal Zweiter hinter Alessandro Petacchi und wurde nach dessen Doping-Disqualifikation zum Etappensieger erklärt.
Nach seinem Abschlussetappensieg beim Circuit de la Sarthe 2008 wurde Richeze positiv auf anabole Steroide getestet. Einen Tag vor Beginn des Giro d’Italia 2008 wurde er suspendiert und später für zwei Jahre bis Mai 2010 gesperrt.
Nach Ablauf seiner Dopingsperre fuhr Richeze 2011 und 2012 für kleinere Mannschaften und erzielte Erfolge vor allem in Asien und Osteuropa, aber auch auf vier Etappen der Venezuela-Rundfahrt 2012. Außerdem wurde er 2012 Panamerikameister im Straßenrennen.
Anschließend erhielt Richeze einen Vertrag beim UCI ProTeam Lampre-Merida um Alessandro Petacchi. In diesem Jahr errang Richeze bei den Panamerikanischen Meisterschaften in Aguascalientes auf der Bahn jeweils eine Goldmedaille im Scratch sowie mit der argentinischen Mannschaft in der Mannschaftsverfolgung.
Zur Saison 2016 wechselte Richeze zu Etixx-Quick Step, wo er in den Sprintankünften Marcel Kittel und Fernando Gaviria unterstützen sollte. Später wurde Elia Viviani erfolgreichster Sprinter dieser Mannschaft. Richezes bedeutendste individuellen Erfolge in dieser Zeit waren die Etappensiege bei den UCI-WorldTour-Rennen Tour de Suisse 2016, Türkei-Rundfahrt 2018 und die Goldmedaille im Straßenrennen der Panamerikanischen Spiele 2019. Nach vier Jahren bei dieser Mannschaft schloss Richeze sich 2020 dem UAE Team Emirates an, dem er schon zuvor angehörte, als es noch Lampre hieß.
Ende Februar 2020 startete Maximiliano Richeze bei der UAE Tour und erkrankte dort – wie vier andere Rennfahrer auch – an COVID-19. Am 25. März konnte er das Krankenhaus geheilt entlassen.
Nachdem zunächst Richezes Vertrag beim UAE Team Emirates zum Jahreswechsel 2021/22 enden sollte, wurde sein Vertrag zur Überbrückung einer krankheitsbedingten Personalknappheit verlängert und bestritt für diese Mannschaft bis Juni 2022 Rennen.
Nachdem sich Pläne, mit Mark Cavendish zu B&B Hotels-KTM zu wechseln, zerschlugen und auch eine weitere Anschlussbeschäftigung nicht zustande kam, erklärte Richezze im Januar seinen Rücktritt vom aktiven Radsport und bestritt mit der Vuelta a San Juan sein letztes internationales Radrennen. Im Massensprint der dritten Etappe dieser Rundfahrt belegte er den zweiten Platz.

## Familie
Auch Maximiliano Richezes Brüder Adrian, Mauro und Roberto sind Radrennfahrer.

## Erfolge
2003
- Argentinischer Meister (U23) – 1000-Meter-Zeitfahren

2004
- eine Etappe Vuelta Ciclista Por Un Chile Líder

2005
- Panamerikameister (U23) – Straßenrennen
- Circuito del Porto

2006
- eine Etappe Tour de Langkawi

2007
- zwei Etappen Giro d’Italia
- eine Etappe Luxemburg-Rundfahrt
- eine Etappe Tour de Langkawi
- eine Etappe Giro del Trentino

2008
- eine Etappe Tour de San Luis
- eine Etappe Circuit de la Sarthe

2011
- Prolog Tour de Kumano
- drei Etappen Slowakei-Rundfahrt

2012
- Panamerikameister – Straßenrennen
- eine Etappe Tour of Japan
- eine Etappe Tour de Kumano
- drei Etappen Serbien-Rundfahrt
- vier Etappen Vuelta a Venezuela
- Gesamtwertung und zwei Etappen Tour de Hokkaidō

2013
- Panamerikameister – Mannschaftsverfolgung (mit Walter Pérez, Mauro Richeze und Eduardo Sepúlveda)
- Panamerikameister – Scratch

2015
- Panamerikaspiele – Mannschaftsverfolgung (mit Adrián Richeze, Juan Dario Merlos und Mauro Agostini)

2016
- Mannschaftszeitfahren Tour de San Luis
- eine Etappe und Punktewertung Tour de Suisse

2017
- zwei Etappen Vuelta Provincia de San Juan

2018
- eine Etappe Vuelta Provincia de San Juan
- Panamerikameisterschaft – Straßenrennen
- eine Etappe Türkei-Rundfahrt

2019
- Argentinischer Meister – Straßenrennen
- Panamerikaspielesieger – Straßenrennen

## Grand-Tour-Platzierungen
| Grand Tour            | 2006 | 2007 | 2008 | 2009 | 2010 | 2011 | 2012 | 2013 | 2014 | 2015 | 2016 | 2017 | 2018 | 2019 | 2020 | 2021 | 2022 |
| --------------------- | ---- | ---- | ---- | ---- | ---- | ---- | ---- | ---- | ---- | ---- | ---- | ---- | ---- | ---- | ---- | ---- | ---- |
| Giro d’ItaliaGiro     | 138  | 92   | –    | –    | –    | –    | –    | –    | –    | 127  | –    | 148  | –    | –    | DNF  | 137  | 132  |
| Tour de FranceTour    | –    | –    | –    | –    | –    | –    | –    | –    | DNF  | –    | 144  | –    | 135  | 149  | –    | –    | –    |
| Vuelta a EspañaVuelta | –    | –    | –    | –    | –    | –    | –    | 141  | 138  | 144  | –    | –    | –    | 148  | –    | –    | –    |